# Boala (Biéha)
Pour les articles homonymes, voir Boala.
Boala est une commune rurale située dans le département de Biéha de la province de Sissili dans la région du Centre-Ouest au Burkina Faso.

## Géographie
Boala est une commune située à 5 km au nord de Prata.

## Éducation et santé
Le centre de soins le plus proche de Boala est le centre de santé et de promotion sociale (CSPS) de Biéha.